# Бинаго
Бинаго (итал. Binago) је насеље у Италији у округу Комо, региону Ломбардија.
Према процени из 2011. у насељу је живело 4550 становника. Насеље се налази на надморској висини од 431 м.

## Становништво
| 1931. | 1936. | 1951. | 1961. | 1971. | 1981. | 1991. | 2001. | 2011. |
| ----- | ----- | ----- | ----- | ----- | ----- | ----- | ----- | ----- |
| 2.123 | 2.173 | 2.353 | 2.725 | 3.214 | 3.360 | 3.814 | 4.233 | 4.776 |